# Championnat du Luxembourg de football 1995-1996
Navigation
Saison précédente Saison suivante
La saison 1995-1996 du Championnat du Luxembourg de football est la 82e édition du championnat de première division au Luxembourg. Les douze meilleurs clubs du pays se retrouvent au sein d'une poule unique, la Division Nationale, où ils s'affrontent deux fois, à domicile et à l'extérieur. À l'issue du championnat, les deux derniers du classement sont relégués et remplacés par les deux meilleurs clubs de Promotion d'Honneur, la deuxième division luxembourgeoise.
C'est le club de la Jeunesse d'Esch, tenant du titre, qui remporte le championnat en terminant en tête du classement final, avec un seul point d'avance sur le CS Grevenmacher et six sur l'Union Luxembourg. C'est le 23e titre de champion de l'histoire du club, qui manque le doublé en s'inclinant en finale de la Coupe du Luxembourg face à l'Union Luxembourg.

## Les 12 clubs participants
| - CA Spora Luxembourg - F91 Dudelange - CS Pétange - FC Rodange 91 - Promu de Promotion d'Honneur - CS Grevenmacher - Sporting Mertzig - Promu de Promotion d'Honneur | - Union Luxembourg - AS La Jeunesse d'Esch - Avenir Beggen - Red Boys Differdange - Aris Bonnevoie - FC Wiltz 71 |

## Compétition

### Classement
Le barème utilisé pour établir le classement est le suivant :
- Victoire : 3 points
- Match nul : 1 point
- Défaite : 0 point

| Rang | Équipe               | Pts | J  | G  | N | P  | Bp | Bc | Diff |
| ---- | -------------------- | --- | -- | -- | - | -- | -- | -- | ---- |
| 1    | Jeunesse d'Esch (T)  | 48  | 22 | 15 | 3 | 4  | 59 | 19 | +40  |
| 2    | CS Grevenmacher      | 47  | 22 | 14 | 5 | 3  | 44 | 19 | +25  |
| 3    | Union Luxembourg (C) | 42  | 22 | 12 | 6 | 4  | 43 | 18 | +25  |
| 4    | F91 Dudelange        | 38  | 22 | 11 | 5 | 6  | 43 | 23 | +20  |
| 5    | Sporting Mertzig (P) | 37  | 22 | 11 | 4 | 7  | 32 | 29 | +3   |
| 6    | Avenir Beggen        | 31  | 22 | 9  | 4 | 9  | 38 | 33 | +5   |
| 7    | CA Spora Luxembourg  | 27  | 22 | 7  | 6 | 9  | 35 | 34 | +1   |
| 8    | FC Rodange 91 (P)    | 24  | 22 | 7  | 3 | 12 | 22 | 36 | -14  |
| 9    | FC Wiltz 71          | 24  | 22 | 7  | 3 | 12 | 25 | 41 | -16  |
| 10   | Aris Bonnevoie       | 21  | 22 | 5  | 6 | 11 | 32 | 52 | -20  |
| 11   | CS Pétange           | 19  | 22 | 6  | 1 | 15 | 20 | 46 | -26  |
| 12   | Red Boys Differdange | 13  | 22 | 3  | 4 | 15 | 29 | 72 | -43  |

|  | Qualification pour la Ligue des champions 1996-1997                                          |
|  | Qualification pour la Coupe des Coupes 1996-1997                                             |
|  | Qualification pour la Coupe UEFA 1996-1997                                                   |
|  | Relégation directe en Promotion d'Honneur                                                    |
|  | (T) Tenant du titre (C) Vainqueur de la Coupe du Luxembourg (P) : Promu de deuxième division |

## Bilan de la saison
| Championnat du Luxembourg de football 1995-1996 |                             |
| Champion                                        | Jeunesse d'Esch (23e titre) |
| Coupes et trophées                              |                             |
| Vainqueur de la Coupe du Luxembourg 1995-1996   | Union Luxembourg            |
| Qualifications continentales                    |                             |
| Ligue des champions 1996-1997                   | Aucun                       |
| Coupe des Coupes 1996-1997                      | Union Luxembourg            |
| Coupe UEFA 1996-1997                            | Jeunesse d'Esch             |
| Coupe UEFA 1996-1997                            | CS Grevenmacher             |
| Promotions et relégations                       |                             |
| Promus en Division Nationale                    | US Rumelange                |
| Promus en Division Nationale                    | CS Hobscheid                |
| Relégués en Promotion d'Honneur                 | CS Pétange                  |
| Relégués en Promotion d'Honneur                 | Red Boys Differdange        |